# Generalgouvernement Mittelrhein
Das Generalgouvernement Mittelrhein war eine provisorische Verwaltungseinheit und Teil des Zentralverwaltungsdepartements, die vom 2. Februar bis 15. Juni 1814 bestand. Das Verwaltungsgebiet erstreckte sich zunächst auf das Linke Rheinufer im Ersten Kaiserreich, auf das Département du Mont-Tonnerre, das Département de Rhin-et-Moselle und das Département de la Sarre. Am 9. März 1814 kam das Département Forêts hinzu. Als Generalgouverneur wurde Justus von Gruner eingesetzt. Amtssitz war erst Trier, später Koblenz und schließlich Mainz.

## Geschichte
Nachdem die Alliierten im Januar 1814 das Gebiet des linken Rheinufers, das nach 1794 im Ersten Koalitionskrieg von französischen Revolutionstruppen besetzt und von Frankreich annektiert worden war, wieder in Besitz nahmen, wurden auch hier Generalgouvernements eingerichtet, die Teile des bereits 1813 entstandenen Zentralverwaltungsdepartement waren. Der südliche Teil des Linken Rheinufers war dem Generalgouvernement Mittelrhein mit den Départements Donnersberg, Rhein und Mosel sowie Saar zugeordnet. Nach der Beschreibung in der Bekanntmachung der Übernahme erstreckte sich die Zuständigkeit vorläufig auch über alle, nicht näher beschriebenen, von der Schlesischen Armee eroberten französischen Provinzen. Der von den Alliierten ernannte Generalgouverneur war Justus Gruner, der zu der Zeit als Etatsrat in den Diensten des russischen Zaren Alexander I. stand. Im gesamten Generalgouvernement lebten 774.000 Einwohner.
Um die Innere Verwaltung sicherzustellen, wurde in jedem Département ein „General-Gouverneurs-Commissair“ eingesetzt, der alle Funktionen der entflohenen Oberpräfekten übernahm. Für das Rhein- und Mosel-Département wurde Freiherr von Vincke mit Sitz in Koblenz bestimmt. Das Donnersberg-Département übernahm Baron von Otterstädt mit Sitz in Worms und nach Aufhebung der Blockade in Mainz. „Commissair“ des Saar-Départements wurde Herr Athenstädt, Sitz war Trier. Die Unterpräfekten der Bezirke (Arrondissements), soweit diese noch im Dienst waren, wurden vorerst in ihrer Funktion bestätigt.
Am 25. Februar 1814 stellte Gruner klar, dass die bisherige Gerichts- und Verwaltungsorganisation vorläufig unverändert bleibe. Die Bezeichnungen der Beamten wurden aber durch deutsche Amtstitel ersetzt: die Unterpräfekten wurden nun Kreisdirektoren genannt, der Maire wurde Bürgermeister und in den Hauptstädten Oberbürgermeister, ein Adjoint wurde Adjunkt bzw. „Beygeordneter“ und ein „Munizipalrath“ wurde in Städten umbenannt in „Stadtrath“ und in den Landgemeinden in „Schöffe“.
Am 9. März 1814 wurde das Département der Wälder aus dem Generalgouvernement Nancy (Departements Moselle, Meurthe und Forêts) gelöst und mit dem Generalgouvernement Mittelrhein vereinigt sowie dies den Einwohnern des ehemaligen Herzogtums Luxemburg und der Grafschaft Chiny bekannt gemacht.
Im Pariser Frieden vom 30. Mai 1814 wurde u. a. die (ungefähre) Wiederherstellung der französischen Grenzen vom 1. Januar 1792 bestimmt. Am Folgetag beschlossen die Verbündeten, über die an Deutschland zurückgegebenen Länder vorläufig noch nicht zu verfügen, sondern sie militärisch besetzt zu lassen und jedes Land von der Macht, welcher die militärische Besetzung anvertraut wurde, vorläufig administrieren zu lassen. Am 16. Juni 1814 wurden demzufolge die beiden Generalgouvernements Niederrhein und Mittelrhein aufgelöst bzw. das Gesamtgebiet neu aufgeteilt. Dazu wurde das bisherige Generalgouvernement Mittelrhein geteilt, vorläufig sollte die Grenze durch die Mosel gebildet werden. Das Gebiet links der Mosel wurde mit dem Generalgouvernement Niederrhein vereinigt und daraus das Generalgouvernement Nieder- und Mittelrhein mit Sitz in Aachen gebildet, das bereits der Verwaltung auf unmittelbare Rechnung Preußens unterstellt wurde. Außerdem wurde die rechts der Mosel liegende Stadt Koblenz ebenfalls dem neuen Generalgouvernement Nieder- und Mittelrhein zugeordnet.
Das Gebiet rechts der Mosel, mit Ausnahme der Stadt Koblenz, wurde der Gemeinschaftlichen Landes-Administrations-Kommission mit Sitz in Kreuznach zugeordnet, die unter der Verwaltung des Kaisertums Österreich und des Königreichs Bayern stand.
Ende Mai 1815 wurde entsprechend dem Stand der Verhandlungen auf dem Wiener Kongress diese vorläufige Aufteilung modifiziert. Nunmehr wurde das Gebiet bis zur Nahe und einer Linie etwa von Lauterecken über Birkenfeld bis Trier ebenfalls in die Verwaltung des Generalgouvernements des Nieder- und Mittelrheins bzw. Preußens überstellt.
Als ein Hauptpunkt war über diese Neuverteilung der linksrheinischen Gebiete verhandelt worden. Bezogen auf das vormalige Generalgouvernement Mittelrhein wurde im Hauptvertrag vom 8. Juni 1815 folgendes vereinbart:
1. Das Königreich Preußen erhielt den nördlichen Teil des vormaligen Generalgouvernements Mittelrhein, dessen Grenze im Wesentlichen vom Flusslauf der Nahe und des Glan bestimmt wurde (Artikel 25). Im Westen verlief die Grenze zu dem für den König der Vereinigten Niederlande bestimmten Gebiet entlang der Sauer und der Our. Preußen ordnete dieses Gebiet der Provinz Großherzogtum Niederrhein und 1822 der Rheinprovinz zu. Für die Landgrafschaft Hessen-Homburg waren davon 10.000 Seelen vorgesehen.[4] Das Gebiet wurde mit Abtretungspatent vom 9. September 1816 dem  Landgrafen von Hessen-Homburg übergeben.[6] Es umfasste den gesamten Kanton Meisenheim sowie vier Gemeinden aus dem Kanton Grumbach.[4]
2. Das Großherzogtum Hessen erhielt vom ehemaligen Département Donnersberg eine Länderfläche mit 140.000 Einwohnern (Artikel 47). Hieraus entstand am 8. Juli 1816 die hessische Provinz Rheinhessen
3. Das Herzogtum Sachsen-Coburg sowie das Herzogtum Oldenburg erhielt vom ehemaligen Département de la Sarre jeweils ein Gebiet mit 20.000 Einwohnern (Artikel 49). Aus dem sachsen-coburgischen Gebiet entstand am 11. September 1816 das Fürstentum Lichtenberg, aus dem oldenburgischen Gebiet am 16. April 1817 das Fürstentum Birkenfeld.
4. Der Kaiser von Österreich erhielt in den ehemaligen Départements der Saar und des Donnersbergs das Gebiet innerhalb der im Ersten Pariser Frieden 1814 festgelegten Grenzen (Artikel 51). Dieses Gebiet wurde am 1. Mai 1816 aufgrund eines Staatsvertrages an das Königreich Bayern abgetreten. Hieraus entstand 1816 der Rheinkreis, die spätere Pfalz (Bayern).